# Amplified (banda)
Amplified é uma banda honconguesa de rock alternativo formada em 2006.

## Integrantes
- Chris Edwards – vocal e guitarra
- Terrence Ma – vocal e baixo
- Kai Neo – bateria

## Discografia
- 2006: Turn It Up!
- 2007: Sesh the Sweet Sounds
- 2009: Mr. Raindrops